# Bohemian Rhapsody (pel·lícula)
Bohemian Rhapsody és una pel·lícula biogràfica britànica-nord-americana de 2018 sobre el cantant britànic Freddie Mercury i el grup de rock Queen.Va ser dirigida per Bryan Singer, encara que Dexter Fletcher va assumir el càrrec de director les últimes setmanes de rodatge després de l'acomiadament de Singer. El guió va ser escrit per Anthony McCarten i Peter Morgan i va ser produïda per Graham King i Jim Beach, antic mánager de Queen. És protagonitzada per Rami Malek, Gwilym Lee, Ben Hardy i Joseph Mazzello. El film es va estrenar el 24 d'octubre de 2018 al Regne Unit. Ha estat subtitulada al català.

## Argument
El 1970, Farrokh Bulsara, un estudiant britànic d'origen parsi que treballa transportant equipatges en l'aeroport de Heathrow, es dirigeix a un club nocturn per veure a una banda local anomenada Smile. Després de la presentació, Farrokh coneix al guitarrista Brian May i al baterista Roger Taylor, i s'ofereix per ser el nou vocalista de la banda després de la partida del seu cantant i baixista Tim Staffell. Amb l'arribada del baixista John Deacon, la banda, ara coneguda com a Queen, toca en llocs petits al voltant d'Anglaterra fins que decideixen vendre la seva camioneta per produir el seu àlbum debut. El seu estil musical els permet un contracte amb EMI Records. Al mateix temps, Farrokh canvia el seu nom a Freddie Mercury i comença una relació amb Mary Austin. Durant la primera gira de la banda per Estats Units, Freddie comença a tenir dubtes sobre la seva sexualitat.
El 1975, Queen grava el seu següent àlbum, A Night at the Opera, però decideixen deixar a l'executiu de EMI Ray Foster quan aquest rebutja publicar la cançó de sis minuts "Bohemian Rhapsody" com el primer senzill del disc. Freddie fa que el DJ de Cabdal Ràdio, Kenny Everett, faci debutar la cançó posant-la a l'aire. Malgrat les crítiques, "Bohemian Rhapsody" es converteix en un èxit massiu. Poc després de regalar-li a Mary un anell de compromís, acaben la seva relació quan Freddie li revela que és bisexual. Comença una relació sentimental i laboral amb Paul Prenter, el segon representant de la banda.
L'èxit de la banda continua en la dècada del 1980, però les tensions entre els membres del grup creixen per l'enfocament de la seva música. Després d'una festa a la seva residència, Freddie coneix a Jim Hutton, un dels cambrers de l'esdeveniment. Cadascun continua el seu camí, però Jim li demana a Freddie que, si vol buscar-ho, ho faci una vegada que es trobi a si mateix. El grup ofereix una conferència de premsa per promocionar el seu àlbum de 1982 Hot Space, però els periodistes bombardegen a Freddie amb preguntes sobre la seva vida privada i la seva sexualitat. Freddie comença a distanciar-se amb els seus companys de banda quan aquest els anuncia que va signar un contracte de $4 milions amb CBS Records per continuar una carrera en solitari. Freddie marxa a Múnic el 1984 per treballar en el seu primer disc en solitari, Mr. Bad Guy, i també involucrar-se en nombroses orgies homosexuals amb Prenter. Una nit, Mary el visita sense avísar i el persuadeix de tornar a la banda, ja que se'ls va oferir un contingent per participar en el concert benèfic Live Aid a l'estadi Wembley de Londres. Després de descobrir que Prenter li va amagar la informació sobre Live Aid, Freddie l'acomiada; en represàlia, Prenter fa públiques les aventures sexuals de Freddie. Amb la notícia de l'expansió de la SIDA a nivell mundial, Freddie es fa secretament exàmens mèdics i descobreix que pateix la mortal malaltia.
Freddie torna a Londres per reconciliar-se amb els seus companys i l'actual representant del grup, Jim Beach. Després de tornar amb la banda, la participació d'aquesta al Live Aid és afegida en l'últim minut. Freddie es reuneix amb Hutton i es reconcilia amb la seva família, amb el principi zoroástric del seu pare, "Bons pensaments, bones paraules, bones accions". Poc abans del concert, durant els assajos, Freddie revela als seus companys que pateix SIDA. La presentació de Queen en Live Aid, el 13 de juliol de 1985, és tot un èxit, ajudant a incrementar la taxa de donacions durant l'esdeveniment.
Després de la mort de Freddie en 1991 a causa de la SIDA, Beach i la resta dels membres de Queen creen la fundació Mercury Phoenix Trust per ajudar a la lluita contra la SIDA.

## Repartiment

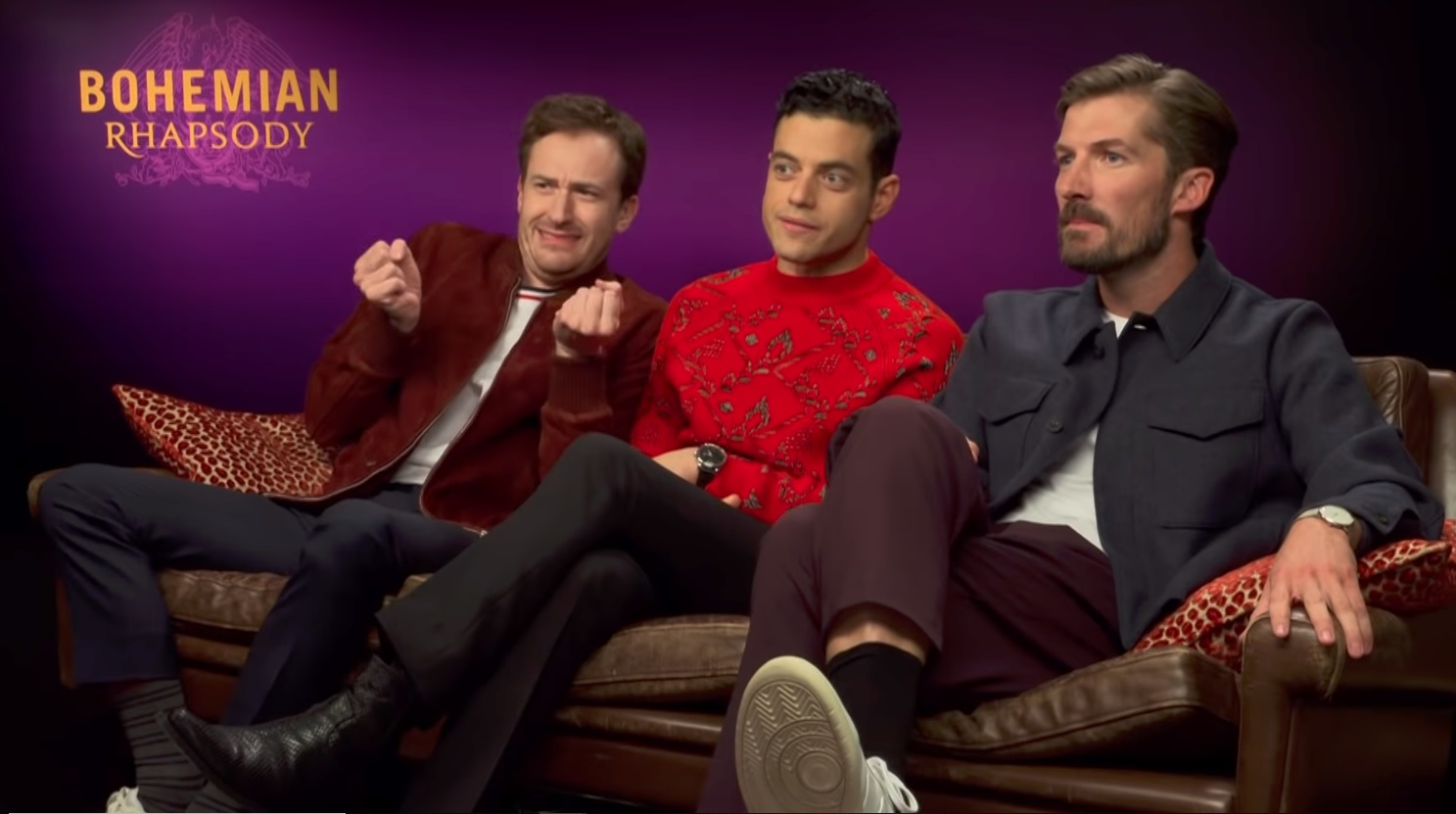
Joseph Mazzello, Rami Malek i Gwilym Lee promocionant el film el 2018.

- Rami Malek, Freddie Mercury/Farrokh Bulsara, vocalista de la banda de rock Queen[6]
- Lucy Boynton, Mary Austin, novia de Mercury
- Gwilym Lee, Brian May, guitarrista de Queen
- Ben Hardy, Roger Taylor, bateria de Queen
- Joseph Mazzello, John Deacon, baixista de Queen
- Aidan Gillen, John Reid, representant de Queen[7]
- Tom Hollander, Jim Beach, advocat de Queen convertit en manager[7]
- Allen Leech, Paul Prenter, manager personal de F. Mercury
- Mike Myers, Ray Foster, executiu d'EMI
- Aaron McCusker, Jim Hutton
- Meneka Das, Jer Bulsara, mare de F. Mercury
- Ace Bhatti, Bomi Bulsara, pare de F.Mercury
- Priya Blackburn, Kashmira Bulsara, germana de F. Mercury